# Шлиселфелд
Шлиселфелд (њем. Schlüsselfeld) град је у њемачкој савезној држави Баварска. Једно је од 36 општинских средишта округа Бамберг. Према процјени из 2010. у граду је живјело 5.713 становника. Посједује регионалну шифру (AGS) 9471220.

## Географски и демографски подаци
Шлиселфелд се налази у савезној држави Баварска у округу Бамберг. Град се налази на надморској висини од 300 метара. Површина општине износи 70,2 km². У самом граду је, према процјени из 2010. године, живјело 5.713 становника. Просјечна густина становништва износи 81 становника/km².